# Gwiazda Przybylskiego
Gwiazda Przybylskiego (HD 101065, V816 Centauri) – gwiazda w gwiazdozbiorze Centaura, odległa od Słońca o 356 lat świetlnych, ma unikalne widmo wzbogacone w metale ziem rzadkich, a zubożone w bardziej powszechne pierwiastki, takie jak żelazo, przez co zaliczana do  gwiazd osobliwych chemicznie. Została nazwana na cześć astronoma Antoniego Przybylskiego, który odkrył osobliwy charakter jej widma. Gwiazda ta pokazuje także pulsacje typu roAp. 

## Widmo
W 1961 roku polsko-australijski astronom Antoni Przybylski odkrył, że gwiazda ta ma nietypowe widmo, które nie pasuje do istniejącej klasyfikacji widmowej gwiazd. Obserwacje te wykazały niezwykle małą ilość żelaza i niklu w widmie gwiazdy, ale większe ilości nietypowych pierwiastków, takich jak stront, holm, niob, skand, itr, cez, neodym, prazeodym, tor, iterb i uran. Wątpliwość budziło to, czy żelazo w ogóle występuje w tej gwieździe. Współczesne prace pokazują, że żelazo i nikiel są obecne, ale ich zawartość jest o rząd wielkości mniejsza niż w Słońcu; równocześnie zawartość lantanowców i innych rzadko spotykanych pierwiastków jest wyższa o czynnik 103–104.
Wśród linii widmowych wykryto także takie, które odpowiadają pierwiastkom promieniotwórczym, nie mającym stabilnych izotopów. Należą do nich technet i promet. O ile technet ma izotopy o czasie życia rzędu milionów lat i jego obecność w niektórych gwiazdach nie budzi wątpliwości, to najtrwalszy izotop prometu (145Pm) ma czas połowicznego rozpadu równy 17,7 roku a jego obecność wymagałaby stałego uzupełniania przez nieznane procesy. W widmie HD 101065 wykryte zostały także linie spektralne pierwiastków cięższych niż ołów, w tym aktynowców, z których część nie występuje naturalnie na Ziemi. Obserwowane linie przypisano pierwiastkom takim jak aktyn (Z=89), protaktyn (91), neptun (93), pluton (94), ameryk (95), kiur (96), berkel (97), kaliforn (98) i einstein (99). Ze względu na złożoność atmosfery Gwiazdy Przybylskiego, w której występuje silna aktywność magnetyczna i stratyfikacja, interpretacja widma jest bardzo trudna, a dowody na występowanie tam krótkożyciowych aktynowców nie są uznawane za jednoznaczne. Wiele linii w widmie wciąż nie ma identyfikacji.

## Charakterystyka
Gwiazda Przybylskiego ma wielkość obserwowaną ok. 8m, przez co nie jest widoczna nieuzbrojonym okiem. Jest to gwiazda osobliwa chemicznie i jednoznaczne przypisanie jej typu widmowego jest trudne ze względu na nietypowe spektrum. Historycznie oceny temperatury i typu widmowego były bardzo różne i wywoływały kontrowersje wśród astronomów: Katalog Henry’ego Drapera błędnie przypisywał jej typ B5; Przybylski stwierdził, że na podstawie widma ciągłego można jej przypisać typ K0, zaś linie wodoru sugerują typ F8-G0. Katalog gwiazd osobliwych chemicznie podaje typ F3 Ho, co podkreśla obecność silnych linii holmu. Gwiazda ma promień równy 1,9 promienia Słońca i masę 1,5 M☉. Obecnie jej temperatura efektywna oceniana jest na 6620 K, choć przez wiele lat wyniki pomiarów zawierały się w szerokim przedziale 5900–7500 K.
Jest to gwiazda zmienna. Była to pierwsza znana magnetycznie aktywna gwiazda osobliwa chemicznie, która przy tym wykazuje szybkie pulsacje (typ roAp), z głównym okresem ok. 12 minut. Prędkość obrotu {\displaystyle v\sin i} została wyznaczona na podstawie szerokości linii widmowych na 3,50 km/s. Gwiazda ma silne pole magnetyczne; przyjmując jego dipolowy charakter, na podstawie długookresowych zmian wartości wzdłużnej składowej indukcji pola stwierdzono, że obrót gwiazdy wokół osi musi być nadzwyczaj powolny. Trwa on co najmniej 43 lata, a prawdopodobny rzeczywisty okres obrotu to aż 188 lat. Nie wiadomo, jaki proces odpowiada za wyhamowanie jej rotacji, najczęściej uznaje się, że wynika to z hamowania magnetycznego w początkach istnienia gwiazdy, przed jej wejściem na ciąg główny.
HD 101065 porusza się względem sąsiednich gwiazd z dużą prędkością, równą 23,8 ± 1,9 km/s. Nie ma znanych towarzyszek; w jej sąsiedztwie na niebie zaobserwowano inną gwiazdę o wielkości 14m, ale rozbieżne wartości paralaksy zmierzone przez sondę Gaia dowodzą, że jest to niezwiązany obiekt tła.

## Hipotezy
Dla wyjaśnienia niezwykłych cech tej gwiazdy przedstawiono szereg hipotez. Jedną z nich była obecność bliskiej, niewykrytej gwiazdy neutronowej, która mogłaby bombardować atmosferę Gwiazdy Przybylskiego promieniowaniem gamma, powodując reakcje fotojądrowe lub reakcje z udziałem prędkich neutronów (proces r). Takiego towarzysza nie wykryto w pomiarach prędkości radialnej.
Przybylski w 1975 roku postulował, że niezwykłe widmo gwiazdy może wiązać się z rozpadem obecnych w niej pierwiastków cięższych od uranu. Jeżeli faktycznie występują tam krótkożyciowe aktynowce, to mogą one być produktami rozpadu jeszcze cięższych, hipotetycznie długożyciowych nuklidów z wyspy stabilności. Należą do nich izotopy 298Fl, 304Ubn i 310Ubh. Takie jądra atomowe mogłyby powstać w eksplozji supernowej.
Unikatowe cechy gwiazdy sprawiły, że jest ona także potencjalnym obiektem zainteresowania poszukiwaczy inteligencji pozaziemskiej. Wiąże się to ze spekulacjami, że cywilizacja technologiczna może pozbywać się odpadów promieniotwórczych, wyrzucając je na gwiazdę, bądź też celowo wpływać na widmo gwiazdy, aby zwrócić na siebie uwagę innych.